# Kazimierz Bartoszyński
Kazimierz Bartoszyński (* 7. Januar 1921 in Łańcut; † 26. Januar 2015) war ein polnischer Literaturwissenschaftler.

## Leben
Bartoszyński besuchte das Gymnasium in Łańcut und studierte ab 1938 Polonistik und Philosophie an der Jan-Kasimir-Universität in Lwów. Während der deutschen Besetzung Polens hielt er sich in Łańcut auf und gehörte der polnischen Heimatarmee an. Nach dem Zweiten Weltkrieg führte er sein Studium von 1945 bis 1948 an der Jagiellonen-Universität in Krakau und danach an der Universität Warschau weiter. Als Literaturkritiker debütierte er 1948 mit dem Artikel Pozytywistyczne nowele in der Wochenzeitschrift Wieś. An der Universität Warschau erwarb er 1950 den Magister und war von 1951 bis 1954 Aspirant am Instytut Badań Literackich. Zugleich leitete er von 1952 bis 1953 Seminare an der Universität Warschau. An der Adam-Mickiewicz-Universität in Posen war er ab 1954 als Adjunkt tätig, wo er 1960 mit der Arbeit O powieściach Fryderyka Skarbka (Doktorvater: Zygmunt Szweykowski) promovierte. An das Instytut Badań Literackich kehrte er im April 1962 als Adjunkt zurück und leitete von 1963 bis 1964 ein Seminar zur Literaturtheorie an der Universität Warschau. Mit der Arbeit Konstrukcja czasu w utworach narracyjnych habilitierte er 1968 und dozierte für ein Jahr an der Universität Warschau und anschließend an der Jagiellonen-Universität. Zum außerordentlichen Professor wurde er 1987 berufen und emeritierte 1991. Nach Krakau siedelte er 1997 um und war ab 2003 Korrespondenzmitglied der Polska Akademia Umiejętności.

## Publikationen
- O powieściach Fryderyka Skarbka, 1963
- Teoria i interpretacja. Szkice literackie, 1985
- Powieść w świecie literackości, 1991
- Kryzys czy trwanie powieści. Studia literaturoznawcze, 2004